# 昆明莲花池

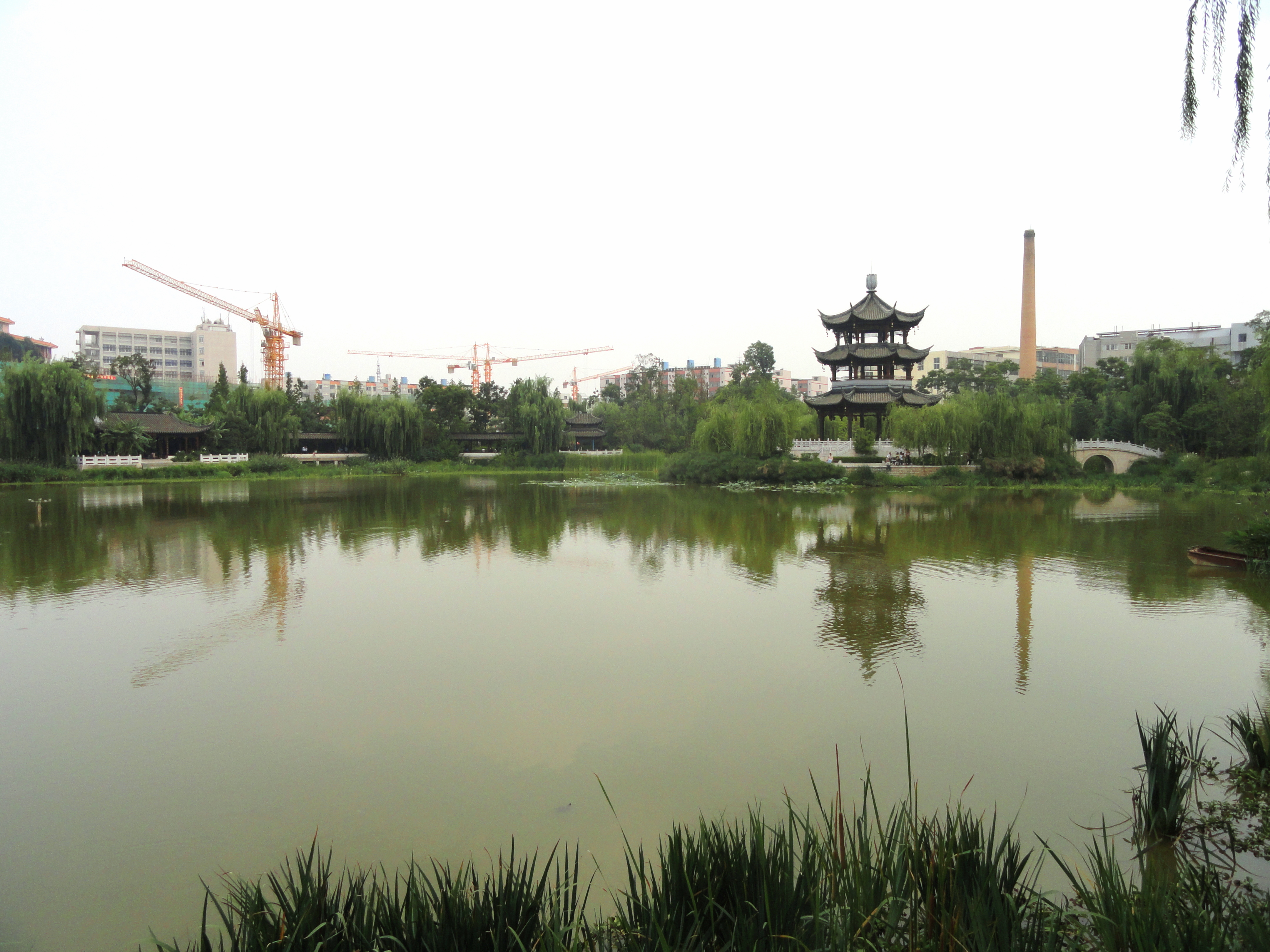
昆明莲花池

莲花池位于云南省昆明北部，临近云南民族大学。根据史书记载，唐宋时期就有泉水汇流于此，宋代大理国国王也曾在此曲水流觞。明朝初年成为「滇阳六景」之一，有「龙池跃金」的美誉。经历代修缮，元代将其列入昆明八景:1。莲花池内有五颗龙眼，百年以来一直清流涌流。池水满时满入盘龙江。“秦淮八艳”之一的陈圆圆自溺于莲花池，一代佳丽香消玉殒，从此繁花落尽。

## 历史沿革
据明代史书《云南府志》记载，商山之麓“下有冷泉，名莲花池，浴之可以去风疾”，翻译过来就是说百姓相信在莲花池里洗浴可以治聊疾病。吴三桂曾经选址此地，兴建“安阜园”为宠幸妃子陈圆圆的住宅。当年吴三桂在昆明五华山办公，为了陈圆圆专门修建了一条2千米长的栈道，从他办公处，直通莲花池。19世纪50年代开始，莲花池逐渐凋敝、水体污染加重。
1982年，莲花池公园建成，面积15700平方米。池北有儿童公园，免费对外开放。2006年，昆明启动历史文化名城建设项目和城中村改造试点:1。
五华区政府于2006年12月开始重建，于2008年9月29日再次开园:1。人们于饭后步入莲花池所欣赏当年吴三桂“金屋藏娇”之处。

## 植被
莲花池公园莲花池公园现有植物82种，分属于48科:1，其中常绿种共有42种，落叶植物共有40种:2。

## 相关人物
- 吴三桂（1612年—1678年）：字长伯。明辽东人，祖籍江苏高邮。康熙二十年（1681年）昆明被围，吴世璠自杀，余众出降。[6]
- 陈圆圆：1695年，在天安寺去世，享年72岁，葬于思州城东北38公里（今贵州省岑巩龙鳌河畔的水尾镇猴子山东麓）。[7]